# Berliner Janus
Der Berliner Janus ist eine Karikatur, die das widersprüchliche Verhalten des preußischen Königs Friedrich Wilhelm IV. in der Revolution von 1848 kritisiert. Der Monarch hatte am 18. März 1848 den Befehl an General Karl von Prittwitz erteilt, eine Demonstration vor dem Berliner Schloss aufzulösen. Dadurch war es zu einem Barrikadenkampf zwischen Demonstranten und preußischen Truppen gekommen. Nach dem Abzug der Truppen aus Berlin am 19. März 1848 inszenierte sich der König dann jedoch als Vorkämpfer der deutschen Nationalbewegung. In der Proklamation „An mein Volk und an die deutsche Nation“ vom 21. März 1848 erklärte er, dass „Preußen fortan in Deutschland aufgehe“. Das unerwartete Nachgeben des Königs gegenüber der Berliner Opposition fand ein kritisches Echo im Publikationswesen.

## Historischer Kontext
Die in den Städten vorherrschende soziale Unsicherheit der 1840er Jahre ließ eine politisch kritische Öffentlichkeit entstehen. Dies lag zum einen daran, dass in großen Städten wie Berlin, München oder Hamburg eine ausreichend große Leserschaft vorhanden war. Zum anderen hatte sich nach Beginn der Revolution von 1848 in den Mitgliedsstaaten des Deutschen Bundes weitestgehende Pressefreiheit durchgesetzt. Kritische Flugblätter, Satiren, politische Zeitschriften und Bücher überschwemmten den Markt. In Preußen war die Zensur in den ersten drei Regierungsjahren Friedrich Wilhelms IV. gelockert worden. In der Zensurinstruktion vom 24. Dezember 1841 sprach der König davon, die „Presse von unstatthaften (gemeint: unerlaubten) Beschränkungen“ zu befreien. Am 4. Oktober 1842 hob er die Vorzensur von Publikationen, die mehr als 20 Druckbögen (=320 Seiten) umfassten, auf. Allerdings schränkte er diese Zugeständnisse auch schnell wieder ein. Die am 28. Mai 1842 eingeführte Karikaturfreiheit wurde bereits am 3. Februar 1843 wieder zurückgenommen. Diese Zensurpolitik bezeichnete Karl Marx als „Scheinliberalismus“. In Wahrheit hatte die preußische Regierung einsehen müssen, dass eine vollumfängliche Unterdrückung der Presse nicht mehr möglich war.
So wurde Friedrich Wilhelm IV. schon vor der Revolution von 1848 zum ersten deutschen Monarchen, der im großen Stil in Karikaturen angegriffen wurde. Einer vergleichbaren publizistischen Verunglimpfung waren zuvor nur der französische Bürgerkönig Louis Philippe I. und Georg III. von Großbritannien ausgesetzt worden. Zur Zielscheibe bot sich der preußische Monarch besonders an, da er dank des Eisenbahnnetzes mehr als seine Vorgänger Reisen unternahm und öffentliche Reden hielt. Auch persönliche Eigenschaften des Königs ließen ihn in der öffentlichen Wahrnehmung zu einer „Witzfigur“ werden. Er war ein schlechter Reiter und zeigte wenig Interesse am Militärischen. Äußerlich war er korpulent, hatte einen Ansatz zur Glatze mit nach vorne gekämmten Haaren, eine hohe Stirn und war stark kurzsichtig. Bei den Karikaturen handelte sich dabei weniger um aufwendige Radierungen oder Zeichnungen, sondern vielmehr um schnell herstellbare Lithografien, Einblattdrucke und Holzschnitte. Die Qualität war unterschiedlich: Teilweise wurde der König nur in einfachen Linien oder skizzenhaft angedeutet, wobei Flächen farblos gelassen wurden, andere Spottbilder waren feiner gearbeitet und erzeugten mittels feiner Lichtunterschiede einen räumlichen Tiefeneindruck. Vor der Revolution von 1848 erschienen die Karikaturen meist anonym, um der Bestrafung durch die Zensurbehörden zu entgehen. Zudem standen Teile der Bevölkerung der Karikatur als noch relativ neuem Genre ablehnend gegenüber. Andere Kunstformen genossen eine weit höhere Anerkennung.

## Erscheinungsort und Beschreibung
Die Karikatur erschien auf Seite 140 im ersten Band der Münchener Satirezeitschrift Leuchtkugeln. Die Zeitschrift wurde 1847 gegründet und war im ganzen deutschsprachigen Raum aufgrund ihrer liberal-demokratischen Ausrichtung und ihrer politisch scharfen Formulierungen bekannt. Gerade dieser Ruf führte jedoch dazu, dass die Zeitschrift 1851 – als die Monarchien die Oberhand wieder zurückgewonnen hatten – verboten wurde. Für die künstlerische Gestaltung der Zeitschrift war der im Königreich Bayern hoch angesehene Lithograph und Maler Franz von Seitz zuständig. Auf ihn geht die Karikatur mit hoher Wahrscheinlichkeit zurück. Da allerdings keine Signatur vorhanden ist, bleibt dies unsicher. Die Zeitschrift wandte sich an eine überwiegend linksliberale und demokratisch gesinnte Minderheit. Dies spiegelt sich auch in der nur geringen Auflage des zweiten Bandes von 8.000 Exemplaren wider. Gleichwohl zählten die Leuchtkugeln neben dem Stuttgarter Eulenspiegel, dem Berliner Kladderadatsch, dem Frankfurter Satyr und dem Hamburger Mephistopheles zu den bedeutendsten deutschen Satiremedien der Revolutionszeit – einem Genre, das sich im Unterschied zu Großbritannien und Frankreich erst noch aus seiner provinziellen Organisation lösen musste. Die Zeitschrift konnte sowohl drei Mal im Monat als eine aus 8 Seiten bestehende Nummer oder als halbjährlich erscheinender Band gekauft werden, der sich dann aus 24 Nummern und 192 Seiten zusammensetzte. Bis zu ihrem Verbot erschienen 170 Nummern, wobei der Berliner Janus in der Nummer 18 erschien. Da die Nummern jeweils ohne Datumsangaben veröffentlicht wurden, bleibt ihre genaue historische Datierung unbekannt.
Die Karikatur zeigt den König als Ganzkörperfigur in der vertikal zweigeteilten Form des Janus, der zwei Schatten wirft. Die linke, grimmig wirkende Seite der Figur feuert zwei rauchende Kanonenrohre ab, während die rechte lächelnde Seite eine schwarz-rot-goldene Fahne hält und eine deutsche Kaiserkrone trägt. Die Gesamtfigur Friedrich Wilhelms IV. ahmt die Silhouette einer Sektflasche nach, wobei der Kopf den Korken bildet. Zur Erklärung ist die Erläuterung hinzugefügt: Der König vor und nach dem „Mißverständnis“ vom 19. März. Auf der linken Seite liegen Friedrich Wilhelm IV. zehn Kanonenkugeln zu Füßen.

## Deutung
Die linke Seite des Königs symbolisiert den 18. März 1848 bzw. den Berliner Barrikadenkampf. Die rechte Seite des Monarchen steht dagegen für den 21. März 1848 bzw. den Umritt des Königs unter schwarz-rot-goldener Flagge durch Berlin. Schwarz-rot-gold waren die Symbolfarben der freiheitlichen Nationalbewegung, die den Deutschen Bund, einen losen Zusammenschluss souveräner Fürstentümer und Städte, in einen föderalen Nationalstaat umformen wollte (siehe auch Deutsche Frage). In der Karikatur wechselt Friedrich Wilhelm IV. also scheinbar über Nacht vom absolutistischen Despoten zum Anführer der revolutionären Bewegung. So wie Louis Philippe I. in Karikaturen häufig als Birne dargestellt wurde, entwickelten sich Sekt- oder Champagnerflaschen zum persönlichen Attribut Friedrich Wilhelms IV. Sie konnten in Darstellungen sogar stellvertretend für seine Person stehen. Ursprünglich wurde damit auf die spritzigen oder an Ideen überschäumenden Reden Friedrich Wilhelms IV. angespielt, die dem Monarchen den Spottnamen des „Redseligen“ eintrugen. Da vor Friedrich Wilhelm IV. noch kein preußischer Monarch Reden gehalten hatte, nahm dies die Bevölkerung als ungewöhnlichen Akt wahr. Später wurde das scheinbar sprunghafte und unreflektierte Verhalten des Königs in Zusammenhang mit angeblichen Alkoholexzessen gebracht. Die den Bürgern zugewandte Seite, das heißt die „Worte des Königs“, sollte, so die Aussage der Karikatur, nicht über die zurückliegende Gewalttat hinwegtäuschen. Mit dem verwendeten Begriff  „Mißverständnis vom 19. März“ wird die am selben Tag erschienene Proklamation „An meine lieben Berliner“ ins Lächerliche gezogen. In dieser Erklärung versuchte Friedrich Wilhelm IV., sich seiner Verantwortung am Berliner Barrikadenkampf zu entziehen. Die zwei Schüsse der königlichen Infanterie, die das Blutvergießen auslösten, hätten sich, so die Behauptung des Königs, „von selbst“ entladen. Das ganze Ereignis sei ein „unseelige[r] Irrthum“. Dieses Winden aus der Verantwortung wird in der Karikatur durch die Darstellung des selbst schießenden Königs ad absurdum geführt.